# هوشي ريوكان
هوشي ريوكان هو فندق في كوماتسو في محافظة إيشيكاوا في اليابان.يعتبر أقدم فندق في العالم حسب موسوعة غينيس للأرقام القياسية; لأنه قد بني في عام 718، ويتم تشغيله بواسطة عائلة واحدة لستة وأربعين جيلًا.
ويحتوي الفندق على العديد من غرف النوم تكفي لإيواء 450 نزيل، إذ يستقبل الفندق ضيوفه بالشاي الياباني إضافة إلى ثوب الـيوكاتا التقليدي ليشعر الضيف بالراحة والاسترخاء ويتعرف على التقاليد اليابانية.